# Дізадже-Дул
Дізадже-Дул (перс. ديزج دول‎) — село в Ірані, входить до складу дехестану Дул у Центральному бахші шахрестану Урмія провінції Західний Азербайджан.